# Rubidoux
Rubidoux était une census-designated place américaine du comté de Riverside, dans l’État de Californie. Sa population était de 34 280 habitants au recensement de 2010.

## Géographie
La ville de Rubidoux est une cité-dortoir de l'agglomération de Riverside dans la région californienne de l'Inland Empire. 
Le 8 mars 2011, la population vota à 54 % pour son rattachement à la nouvelle aire urbaine de Jurupa Valley regroupant d'autres villes voisines, notamment Mira Loma. Cette fusion sera effective le 1er juillet 2011.
La cité est dominée par le mont Rubidoux séparée de celui-ci par le fleuve Santa Ana qui contourne ce massif montagneux pour aller se jeter dans l'océan Pacifique.

## Liens externes

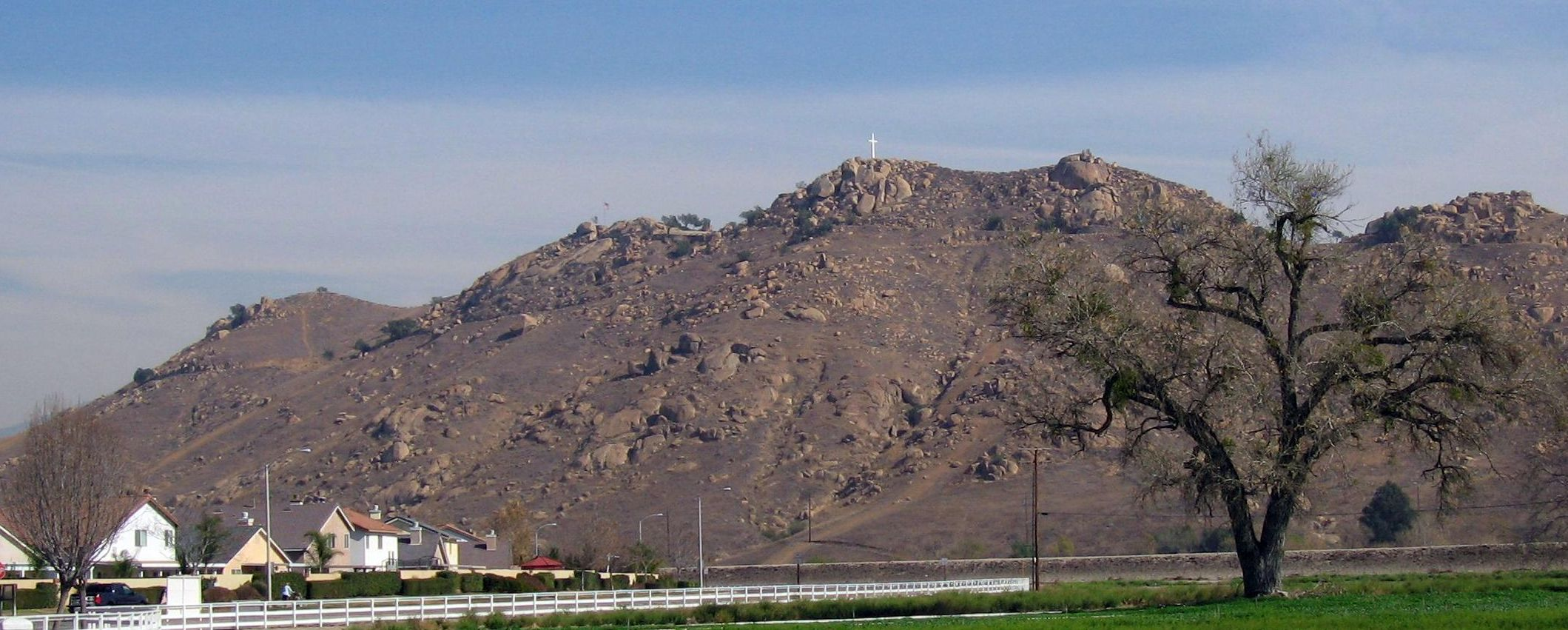
Vue du mont Rubidoux depuis la ville de Rubidoux.

## Histoire
La ville porte le nom de son fondateur, Louis Rubidoux (né Louis Robidoux 1796–1868), un colon originaire de la ville de Saint-Louis, située  à l'époque en Louisiane française. Il était le fils de Joseph Robidoux sénior et de Catherine Marie Rollet, des Canadiens-français installés à Saint-Louis. Il est le frère de Joseph Robidoux. Louis Rubidoux arriva en Californie en 1844 avec d'autres trappeurs canadiens et franco-louisianais. Au sud de la Vallée de Pomona, se trouve la French Valley qui prit cette appellation dans la seconde partie du XIXe siècle, en raison de l'importance de cette communauté francophone.

## Politique
Mark Takano est le représentant élu de Rubidoux et de l'aire urbaine de Jurupa Valley, membre du parti démocrate de Californie à la Chambre des représentants des États-Unis depuis 2013. 